# Ringworld
Na terminologia da ficção científica, ringworld é uma megaestrutura artificial no espaço, consistindo em um anel rotativo rodeando uma estrela, ou um planeta, e tendo uma superfície interna com gravidade produzida pela força centrípeta.
A palavra foi utilizada pela primeira vez no romance Ringworld, de Larry Niven, publicado em 1970.